# Faciès de rupture
 (août 2019).
Si vous disposez d'ouvrages ou d'articles de référence ou si vous connaissez des sites web de qualité traitant du thème abordé ici, merci de compléter l'article en donnant les références utiles à sa vérifiabilité et en les liant à la section « Notes et références ».
En science des matériaux, le faciès de rupture désigne l'allure de la surface créée par la rupture d'une pièce. L'analyse de cette surface est essentielle pour comprendre comment et pourquoi le matériau s'est rompu. Le faciès de rupture est toujours interprété par une combinaison des caractéristiques du matériau et de ses sollicitations. Cette interprétation permet de mieux comprendre la microstructure du matériau et les mécanismes de rupture.
La discipline scientifique qui analyse les faciès de rupture s'appelle la fractographie, terme proposé en 1944 par Zapffe et Clogg.

## Faciès de rupture et matériau
L'analyse, généralement visuelle (à l'œil nu et au microscope) des figures fractographiques, permet d'identifier les propriétés du matériau (ductilité, fragilité), ses plans de clivage, son homogénéité, etc. Dans certains cas, comme dans les fontes, la distinction entre matériaux se fonde sur l'aspect du faciès de rupture (fonte grise, blanche ou truitée).

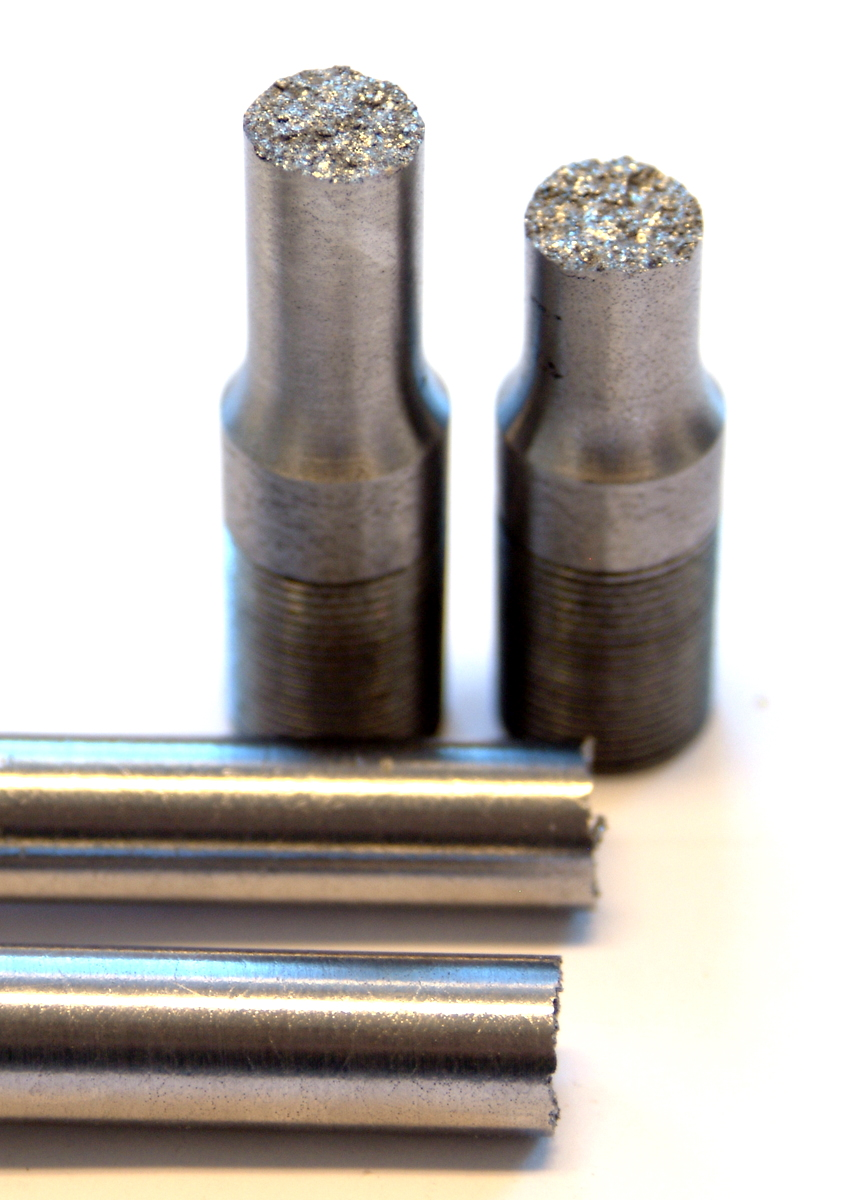
Faciès de rupture fragile d'une fonte après un essai de traction.
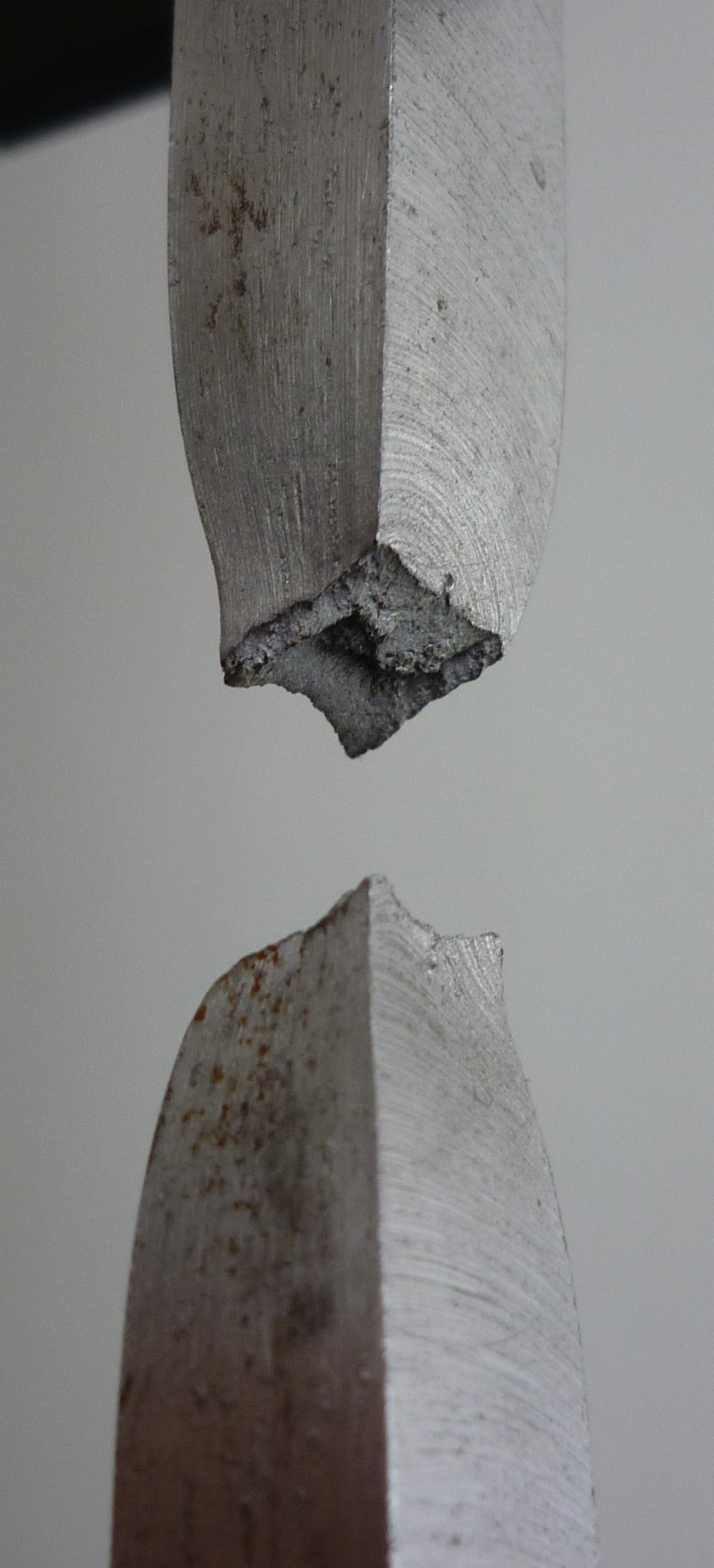
Faciès de rupture d'une éprouvette de traction, montrant les cratères (cupules) typiques d'un comportement ductile.
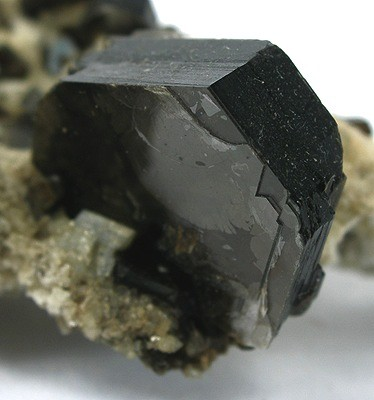
Rupture d'un morceau d'hiddenite verte (spodumène) montrant ses plans de clivage.
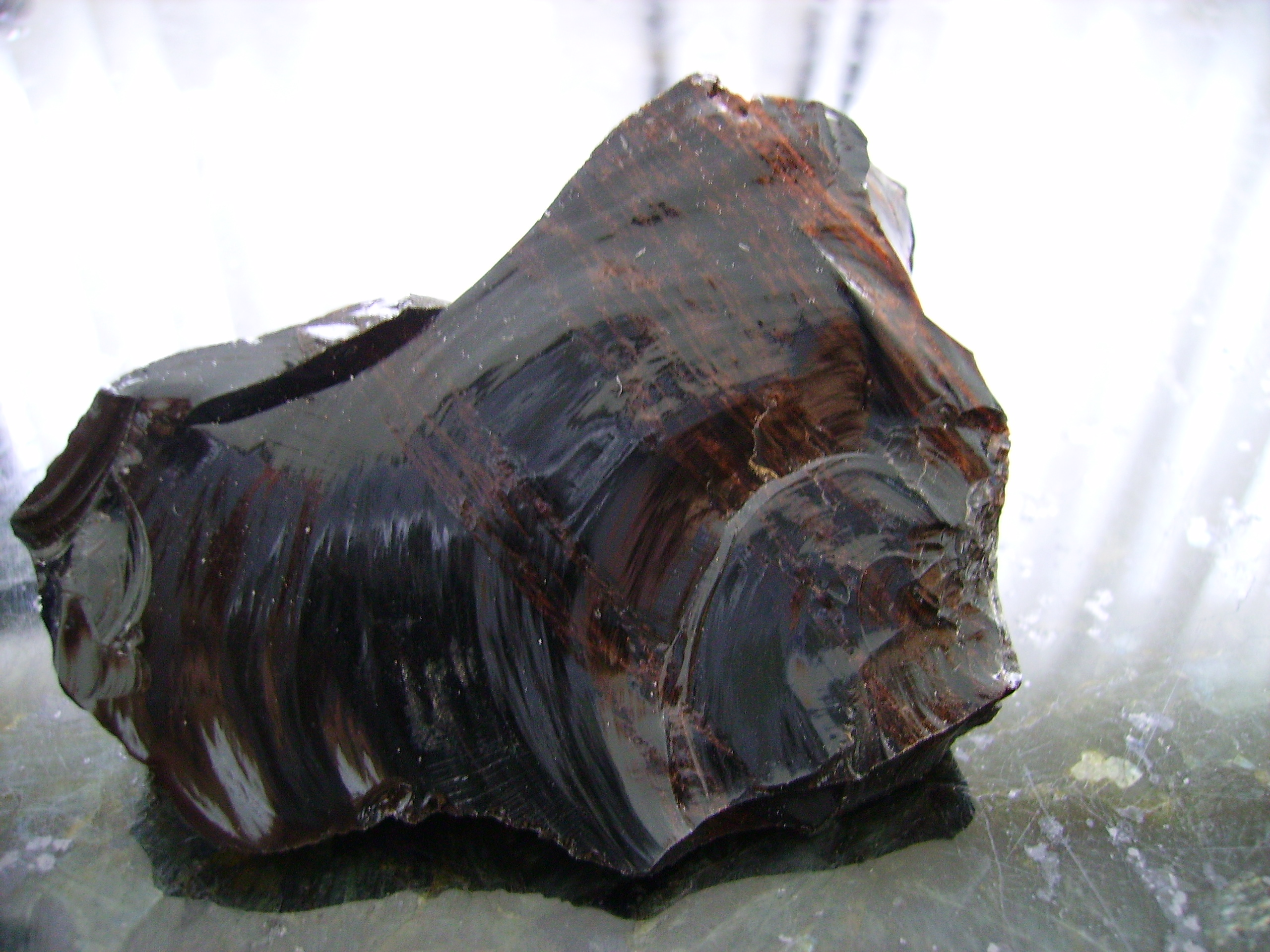
Faciès de rupture conchoïdale, typique des verres. Il s'agit ici d'une obsidienne.

## Faciès de rupture et sollicitations
Le faciès de rupture est également lié au mode de sollicitation. L'analyse peut mettre en évidence le rôle de la corrosion, de la fatigue, des chocs mécaniques ou thermiques, la concentration en éléments chimiques (hydrogène), l'irradiation, la température, etc. Il est courant de constater qu'une combinaison de sollicitations faibles peut être particulièrement nocive (cas de la corrosion sous contrainte).

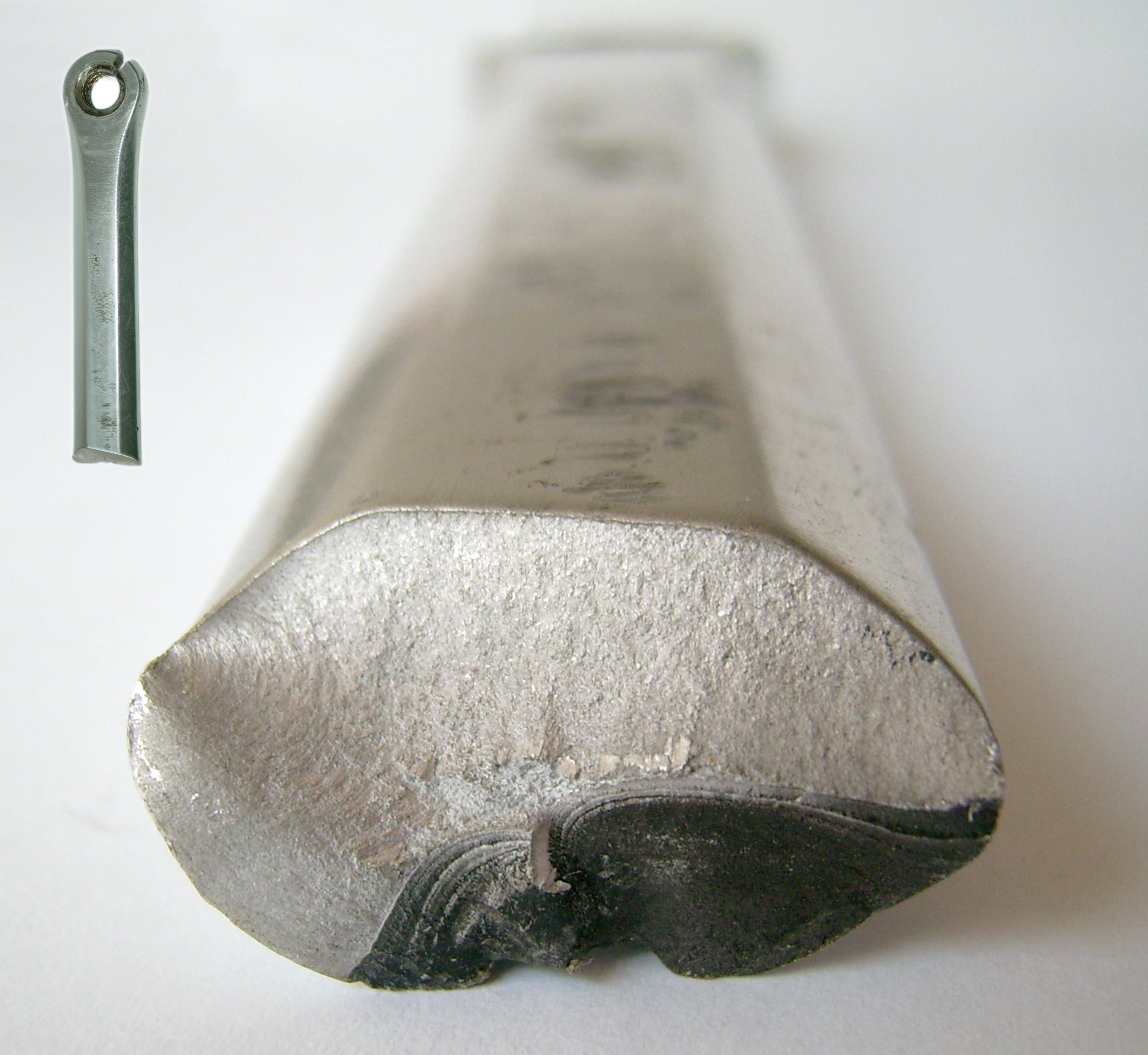
Faciès de rupture de fatigue (manivelle de pédalier de vélo) : on distingue les lignes de progression de fissures en bas à droite (zone sombre), et la zone d'arrachement (zone claire).
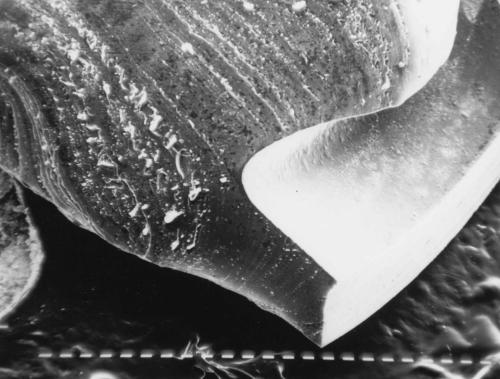
Faciès de rupture d'un joint à lèvre vu au MEB, sur lequel on distingue une entaille à droite, sur la lèvre, et la progression des fissures de fatigue, à gauche.
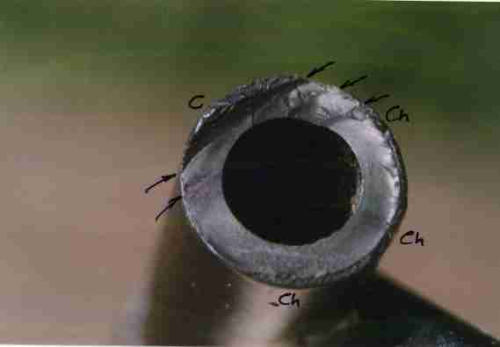
Faciès de rupture d'un flexible d’alimentation en carburant, en nylon, montrant une propagation des fissures caractéristique de la corrosion sous contrainte.

## Méthodes d'analyse
L'interprétation d'un faciès de rupture demande une connaissance approfondie de la résistance des matériaux, ainsi que du matériau étudié. Cette activité est fondamentale pour comprendre les causes d'une défaillance, mais aussi pour classer et comparer des matériaux (notamment en géologie et en métallurgie).
Si de bonnes connaissances théoriques sont nécessaires, les moyens d'analyse restent classiques. L'œil nu, la macrophotographie, voire le microscope optique, sont généralement suffisants. Le microscope électronique à balayage peut s'avérer utile si on cherche un défaut dans la matière (inclusion, entaille, vide, etc.), à partir duquel pourrait s'initier la rupture. Capable de réaliser une analyse chimique localisée, cet outil est apprécié lorsqu'on cherche à connaître les causes d'un accident avec un maximum de certitudes.